# Филип Ноуъл-Бейкър
Филип Джон Ноуъл-Бейкър, Барон Ноуъл-Бейкър (на англ.: Philip John Noel-Baker, Baron of the City of Derby) е британски политик, дипломат и академик Сребърен медалист от летните олимпийски игри в Антверпен. За дългогодишната му работа за международния мир удостоен с Нобелова награда за мир за 1959 г.